# Rodion Malinovski
Rodion Iàkovlevitx Malinovski (rus: Родио́н Я́ковлевич Малино́вский; transliterat Rodion Jakovlevič Malinovskij) (23 de novembre de 1898 - 31 de març de 1967) va ser un comandant militar soviètic durant la Segona Guerra Mundial i Ministre de Defensa de la Unió Soviètica a les darreries de la dècada de 1950 i durant la dels 60. Contribuí a la gran desfeta de l'Alemanya Nazi a la batalla de Stalingrad i, durant la post-guerra, va realitzar una contribució decisiva per la consolidació de la Unió Soviètica com a superpotència militar.

## Biografia

### Abans i durant la I Guerra Mundial
Rodion Malinovski va néixer a Odessa. D'orígens jueus, el seu pare havia abandonat a la família, sent el petit Rodion registrat com a fill il·legítim. La seva mare emigrà a la Ucraïna rural, casant-se uns anys després. El seu nou marit, un ric camperol ucraïnès, rebutjà adoptar-lo i l'expulsà de casa quan va complir 13 anys. El noi sense llar va sobreviure, treballant principalment al camp. De vegades anava fins a Odessa a casa d'una tia, on treballava de noi dels encàrrecs.
En el moment de l'esclat de la I Guerra Mundial al juliol de 1914, el jove Malinovski només tenia 15 anys i era massa jove per a ser cridat a files, però tot i això es colà en un tren que es dirigia cap al front alemany, però va ser descobert. Tot i això, aconseguí convèncer els oficials per allistar-se com a voluntari en un destacament de metralladores a les trinxeres. A l'octubre de 1915, després de rebutjar un atac alemany mitjançant el foc de la seva metralladora, rebé la seva primera condecoració, la Creu de Sant Jordi de 4a classe, sent ascendit a caporal. Poc després va ser greument ferit, passant diversos mesos en hospitals, sent enviat a França el 1916 amb el Cos Expedicionari Rus. Va lluitar al front occidental, a la zona de Fort Brion, sent promogut a sergent. Sent ferit de nou (aquest cop al braç esquerre), va ser condecorat pel govern francès. Després de l'esclat de la Revolució Bolxevic, el govern francès va dissoldre les unitats russes, però oferí allistar-se a la Legió Estrangera Francesa als membres més destacats. Malinovski va lluitar contra els alemanys fins al final de la guerra, rebent la Creu de Guerra francesa i sent promogut a sergent primer.

### Anys d'entreguerres
Tornà a Rússia el 1919, unint-se a l'Exèrcit Roig a la Guerra Civil contra l'Exèrcit Blanc, lluitant amb distinció a Sibèria. Restà a l'exèrcit fins al final de la Guerra Civil, estudià a l'acadèmia per a comandants inferiors i ascendí fins a comandant d'un batalló de fusellers.
El 1926 va fer-se membre del Partit Comunista, requisit per ascendir a l'escalafó militar. El 1927 va ser enviat a l'Acadèmia Militar Frunze, graduant-se el 1930. Durant els 7 anys següents ascendí fins a Cap d'Estat Major del 3r Cos de Cavalleria, on el seu comandant era Semió Timoixenko, un protegit de Stalin.
Durant la Guerra Civil espanyola, iniciada el mes de juliol del 1936, Malinovski es presentà voluntari per lluitar amb els Republicans contra els militars insurrectes del General Franco i els seus aliats alemanys i italians. Participà en la planificació i direcció de diverses operacions principals. El 1938 tornà a Moscou, on va ser distingit amb les màximes condecoracions soviètiques (les ordes de Lenin i de la Bandera Roja), i nomenat professor a l'Acadèmia Frunze.
A la primavera de 1941, Timoixenko, llavors Comissari del Poble per Defensa, va alarmar-se per la gran construcció militar alemanya a la frontera soviètica: la Wehrmacht es preparava per a llançar l'operació Barbarroja. Per reforçar el comandament de l'Exèrcit Roig sobre el camp destinà a diversos oficials superiors de les acadèmies militars a les unitats de camp. Malinovski va ser promogut a Major General i rebé el comandament del 48è Cos de Fusellers, de creació recent, al Districte Militar d'Odessa. Una setmana abans de la guerra, Malinovski desplegà el seu cos a prop de la frontera romanesa.

### Comandant durant la II Guerra Mundial

#### El Front Oriental
Després que Alemanya envaís la Unió Soviètica al juny de 1941, l'Exèrcit Roig patí enormes desfetes, perdent centenars de milers de tropes en quedar encerclats pels alemanys. En aquells moments, Malinovski sobresortí com un dels pocs generals soviètics competents. El seu cos encarà la Blitzkrieg alemanya en una línia al riu Prut. Contrari al costum dels generals soviètics de dirigir les seves forces des de la seguretat de la rereguarda, Malinovski es dirigí als sectors crucials dels combats per estar amb els seus soldats i encoratjar-los. Incapaç d'aturar a un enemic numèricament i tècnicament superior, Malinovski es retirà a través de la costa del mar Negre, frustrant els intents alemanys d'encerclar les seves tropes. Els alemanys per fi van aconseguir-ho a Nikolaev, però els soviètics aconseguiren trencar el cercle i retirar-se cap a Dnepropetrovsk. L'agost va ser promogut a Cap de l'Estat Major del 6è Exèrcit, reemplaçant ben aviat al seu comandant. Aturà l'avanç alemany en la seva secció del front, sent promogut a Tinent General. Després de la retirada de l'Exèrcit Roig al Donbàs, Malinovski comandava l'operació conjunta dels exèrcits 6è i 12è Exèrcit, expulsant els alemanys del Donbàs. Al desembre, Malinovski rebé el comandament del Front Sud, consistent en 3 exèrcits afeblits i dos cossos de cavalleria (de la mida d'una divisió); però tot i anar curts d'equipament i d'homes, Malinovski va penetrar profundament a les defenses alemanyes.
El 18 de gener de 1942, Malinovski i el Front Sud-oest de Timoixenko llançaren un atac conjunt a la segona batalla de Khàrkiv, fent retrocedir als alemanys fins a 100 km. Timoixenko sobreestimà la capacitat soviètica per a la guerra ofensiva i patí una gran derrota. Stalin, tot i l'oposició dels seus màxims consellers militars, s'enfurismà davant el fracàs de l'ofensiva de Kharkov, i el paranoic dictador soviètic sospità que Malinovski havia fallat intencionadament a les seves tropes: Stalin temia que Malinovski pogués estar en connexió amb interessos estrangers, degut al seu servei a l'exèrcit francès durant la I Guerra Mundial. El juliol de 1942 el Front Sud va ser dissolt, i les seves unitats van passar a formar part del Front del Caucas Nord com a Grup Operatiu del Don, seguint a les ordres de Malinovski, qui també esdevingué segon al comandament del front. Stalin li ordenà que aturés l'avanç del Grup d'Exèrcits A alemanys, que es dirigia cap a Rostov i cap als vitals camps petrolífers del Caucas. Els alemanys eren unes 10 vegades superiors numèricament, a més de la superioritat tècnica. Al setembre, la Stavka va dissoldre el Grup Operatiu del Don. L'Exèrcit Roig estava sent pressionat pels alemanys a la batalla de Stalingrad, i Stalin confià en Malinovski perquè, amb el nou 66è Exèrcit, mantingués les posicions al nord-est de Stalingrad. Al mateix temps, Stalin ordenà a Nikita Khrusxov, que servia com a màxim oficial polític a Stalingrad, que "mantingués un ull posat" sobre Malinovski.
El 66è Exèrcit no tenia experiència de combat, però per primera vegada en la guerra, Malinovski comandà una unitat que pràcticament estava totalment completa en homes i material. Al setembre i a l'octubre de 1942, Malinovski passà a l'ofensiva. Si bé els seus guanys territorials foren mínims, negaren als alemanys la possibilitat d'encerclar Stalingrad pel nord, i lentament els dirigiren cap a la ciutat. A l'octubre de 1942, la Stavka destinà a Malinovski al Front de Voronej per reforçar-lo com a segon al comandament, però al desembre el tornà cap a Stalingrad. Allà, l'Exèrcit Roig aconseguí un dels seus grans èxits. El 22 de novembre de 1942, els fronts soviètics aconseguiren encerclar al 6è Exèrcit a Stalingrad. El Grup d'Exèrcits Don alemany, comandat per un dels millors comandants de la Wehrmacht, el mariscal Erich von Manstein amenaçava amb els seus panzers a la ciutat de Kotelnikovo, a 150 km a l'est de Stalingrad, i la punta de llança del general Hermann Hoth, un dels millors comandants de tancs alemanys, desesperadament intentà salvar al VI.Armee.
Malinovski llançà al poderós 2n Exèrcit de la Guàrdia contra Hoth. En una dura lluita de blindats, forçà als alemanys a retirar-se, contraatacà, trencà profundament les escalonades i ben preparades defenses alemanyes i destruí l'agrupament a Kotelnikovo. Va ser la primera gran batalla de blindats de la Segona Guerra Mundial que els alemanys perderen. La victòria de Malinovski segellà el destí de 250.000 soldats alemanys i d'altres països de l'Eix, atrapats a la bossa de Stalingrad. Stalin va promoure a Malinovski a Coronel General i el condecorà amb la màxima condecoració soviètica per la comandància extraordinària, l'Orde de Suvórov de 1a classe.
Al febrer de 1943, Malinovski tornà al seu comandament del Front Sud, i en menys de dues setmanes expulsà Manstein de Rostov, obrint el camí cap a Ucraïna. Al març de 1943, Stalin promogué a Malinovski al rang de General d'Exèrcit i li atorgà el comandament del Front Sud-occidental, amb la missió d'expulsar els alemanys de la rica regió industrial del Donbàs. A mitjans d'octubre, mitjançant un gran atac nocturn, aconseguí sorprendre les forces alemanyes a Zaprorojie, ciutat clau de la regió, capturant-la. La campanya de Malinovski va esquerdar les forces alemanyes al sud i aïllà una part a Crimea. El 20 d'octubre, el Front Sud-oest passà a anomenar-se 3r Front Ucraïnès. Entre desembre de 1943 i abril de 1944, Malinovski hostigà el Grup d'Exèrcits Sud, alliberant gran part del sud d'Ucraïna, incloent Txerson, Nikolaev i Odessa, la seva ciutat natal. En aquella època, segons l'opinió de Khrusxov, la confiança de Stalin cap a la lleialtat de Malinovski augmentà.
Al maig de 1944, Malinovski va ser transferit al 2n Front Ucraïnès. Expulsà els alemanys de la resta del territori soviètic i llançà una invasió sobre els Balcans juntament amb el General d'Exèrcit Fiodor Tolbukhin, que comandava el 3r Front Ucraïnès. A l'Operació Jassy-Chişinău, a finals d'agost i inicis de setembre de 1944, Malinovski llança una Blitzkrieg soviètica de manera brillant. Juntament amb Tolbukhin encerclà i destruí mig milió de soldats alemanys i més de 400.000 romanesos, i forçà a Romania a abandonar al dictador pro-alemany Antonescu, i fent que el país passés a formar part dels Aliats. De manera triomfant, Stalin cridà a Malinovski a Moscou, promovent-lo a Mariscal de la Unió Soviètica el 10 de setembre de 1944.
Malinovski prosseguí amb la seva ofensiva, travessant Transsilvània cap a Hongria i capturant Debrecen el 20 d'octubre, defensada per una gran força alemanya. Les seves tropes estaven esgotades després de mesos de combat i necessitaven descansar i ser reforçades, però Stalin ordenà a Malinovski que capturés Budapest, ja que la seva captura obria les portes a la conquesta de Viena (i Stalin volia evitar que la capital austríaca fos conquerida pels Aliats occidentals). Amb l'ajut de Tolbukhin, Malinovski complí l'ordre. Hitler estava decidit a defendre Budapest al preu que fos. Els alemanys i els seus aliats feixistes hongaresos intentaren convertir Budapest en un Stalingrad alemany. Hitler llançà contra Malinovski i Tolbukhin el gruix de les seves tropes panzer, entre elles 6 divisions panzer de les waffen SS i 5 del Heer, que comptabilitzaven una quarta part de totes les forces blindades de la Wehrmacht. La concentració de blindats a Hongria afeblí les tropes alemanyes que combatien a Polònia i Prússia, així com les que combatien al Rin contra els Aliats occidentals. L'habilitat estratègica de Malinovski li permeteren superar la feblesa de les seves tropes i, després d'una dura batalla, conquerí la ciutat el 13 de febrer de 1945, capturant 70.000 presoners. Continuà el seu camí cap a occident, alliberant Bratislava i, finalment, Viena el 13 d'abril de 1945.
Aquestes noves victòries establiren la supremacia soviètica sobre el Danubi, al cor d'Europa. Stalin el recompensa amb la màxima condecoració militar soviètica de la II Guerra Mundial, l'Orde de la Victòria. Malinovski finalitzà la seva campanya a Europa amb la conquesta de Brno i observant una jubilar trobada de les seves tropes amb les dels Estats Units.

#### Front Japonès
Després de la rendició alemanya al maig de 1945, Malinovski va ser traslladat a l'extrem orient rus, on comandà el Front Transbaikal. L'agost comandà la darrera ofensiva soviètica: envaí Manxúria, que es trobava sota l'ocupació d'un milió d'homes de l'Exèrcit Kwantung japonesos. Malinovski esclafà als japonesos en només 10 dies, en una campanya modèlica de Blitzkrieg mecanitzat i amb un doble embolcallament clàssic, i amb l'execució més perfecta de tota la Segona Guerra Mundial de l'art militar soviètic en audàcia, escala, execució i innovació tàctica. La conquesta de Manxúria tingué a més un plus emocional per a l'orgull nacional rus, donada la humiliació que el Japó havia provocat a l'imperi tsarista durant la Guerra russo-japonesa de 1904-05. Malinovski va rebre el màxim honor soviètic, el títol d'Heroi de la Unió Soviètica.

### Carrera de postguerra
Durant la dècada següent, Malinovski serví al lloc clau pels interessos soviètics a l'extrem orient. Inicialment comandant del districte militar Transbaikal-Amur (1945-47), amb l'inici de la Guerra Freda va ser nomenar Comandant Suprem de les Forces de l'Extrem Orient, a càrrec de 3 districtes militars (1947-53). Malinovski entrenà i preparà l'Exèrcit Popular nord-coreà i Exèrcit Popular d'Alliberament xinès abans i durant la Guerra de Corea (1950-53). Com a expressió que Malinovski pertanyia a l'elit de l'Estat i el Partit Soviètic, Stalin el va fer membre del Soviet Suprem (1946) i candidat a membre (sense dret a vot) del Comitè Central del Partit Comunista de la Unió Soviètica (1952). Després de la Guerra de Corea, Moscou va dissoldre el Comandament Suprem de l'Extrem Orient; però Malinovski seguí controlant la principal força soviètica a la regió com a comandant del Districte Militar de l'Extrem Orient.
Després de la mort de Stalin el 1953, Nikita Khrusxov esdevingué el líder soviètic, i en la consolidació del seu poder al Kremlin, va promoure a Malinovski a Comandant en Cap de les Forces Terrestres de l'Exèrcit Soviètic i Primer Vice-Ministre de Defensa de la Unió Soviètica del Mariscal Gueorgui Júkov. Per confirmar l'alt rang de Malinovski en la jerarquia soviètica, va ser "elegit" com a membre de ple dret del Comitè Central del PCUS. A l'octubre de 1957, Khrusxov, temerós de les ambicions polítiques de Júkov, el destituí i nomenà Ministre de Defensa a Malinovski, càrrec que ocupà fins a la seva mort i obtenint una reputació com el millor Ministre de Defensa soviètic.
Encara que amic personal de Khrusxov, Malinovski va mantenir una posició independent respecte als afers militars. Khrusxov i alguns membres de l'alt comandament militar soviètic estaven convençuts que les guerres futures es guanyarien mitjançant els atacs dels míssils nuclears. Advocaven per investigar principalment en els míssils, a costa d'una dràstica reducció de les forces convencionals. Malinovski suportà l'adaptació dels míssils estratègics nuclears, però opinava que l'armament nuclear eren armes de dissuasió molt útils per prevenir guerres, però no tant com per ser l'armament principal de la guerra. Ell desenvolupà el concepte d'un gran exèrcit, argumentant vigorosament que mentre que la natura de la guerra podia canviar, el factor decisiu seguiria sent un exèrcit regular eficient en l'usatge de la tecnologia militar moderna i capaç de conquerir i controlar el territori enemic. La política militar soviètica durant aquests anys va consistir en un compromís entre Malinovski i Khrusxov. Malinovski va fer de l'exèrcit soviètic la força més completa i poderosa del món en aconseguir la paritat amb els Estats Units en armament nuclear i modernitzant el material de l'exèrcit convencional.
La imprudent provocació de Khrusxov a la Crisi dels míssils de Cuba portà el món al llindar de la catàstrofe nuclear i alinea a Malinovski. Després de la crisi, demanà públicament a les publicacions de l'exèrcit que els militars haurien de tenir una veu major en la formulació de la política estratègica soviètica. El descontentament de l'exèrcit amb Khrusxov encoratjà un complot al Partit que finalitzà amb la destitució de Khrusxov del poder a l'octubre de 1964. Els nous líders del Partit acceptaren les peticions de Malinovski per a un treball militar autònom i pel seu concepte de desenvolupament equilibrat de les forces armades.
La seva mort va esdevenir una qüestió d'estat. L'urna amb les seves cendres va ser dipositada a la Muralla del Kremlin davant la Plaça Roja, el cementiri més prestigiós del país. El govern també donà el seu nom a la principal Acadèmia Militar de Tropes Blindades a Moscou, així com una divisió blindada d'elit de la guàrdia. Després de la dissolució de la Unió Soviètica, Malinovski encara és vist com un dels caps militars més importants en la història de Rússia.

## Condecoracions
- Heroi de la Unió Soviètica (2)
- Orde de la Victòria
- Orde de Lenin (5)
- Orde de la Bandera Roja (3)
- Orde de Suvórov de 1a classe (2)
- Orde de Kutuzov de 1a classe

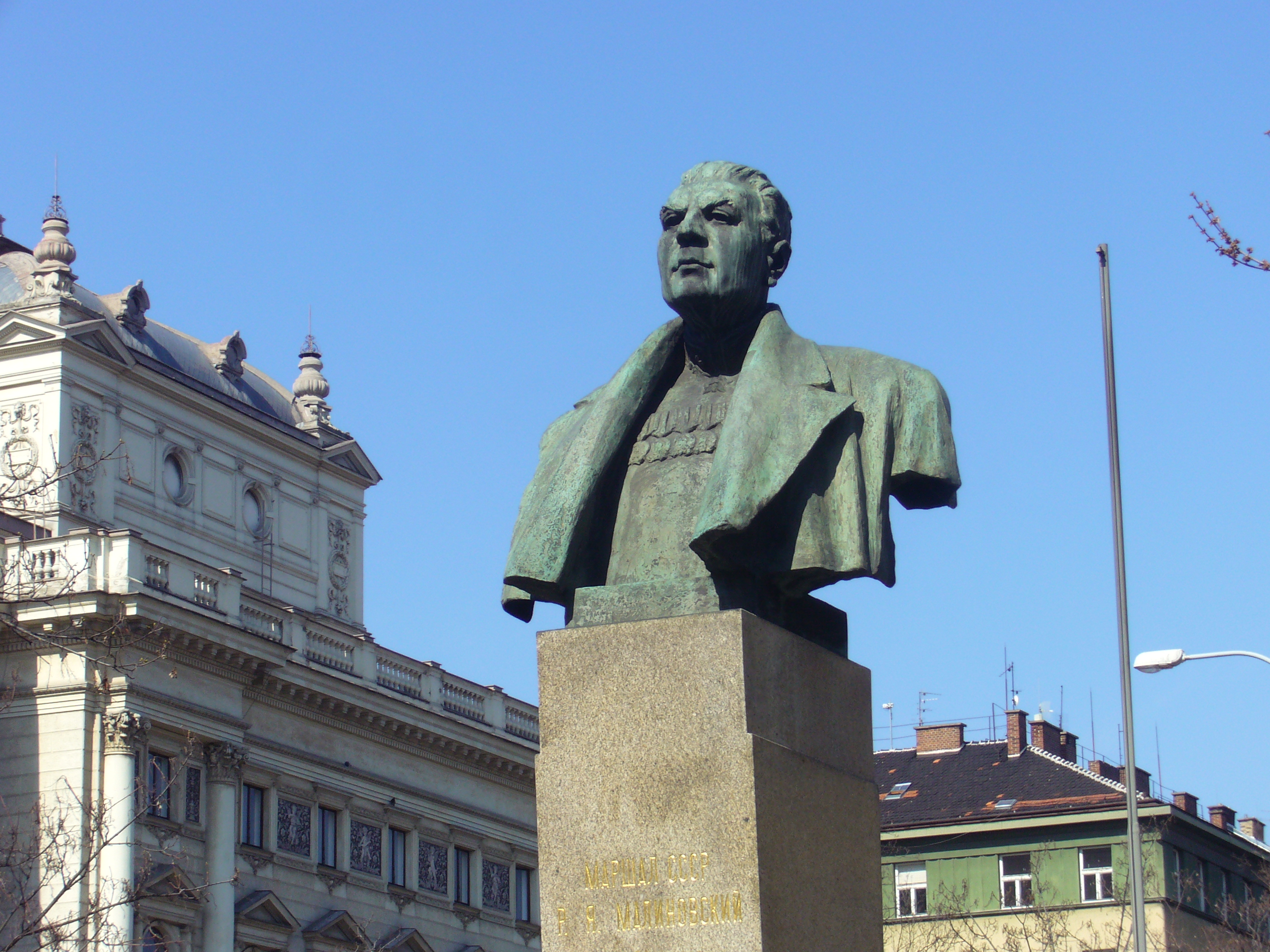
Estàtua del Mariscal Malinovski a Brno

- Medalla de la defensa de Stalingrad
- Medalla de la victòria sobre Alemanya en la Gran Guerra Patriòtica 1941-1945
- Medalla del 20è Aniversari de la Victòria en la Gran Guerra Patriòtica
- Medalla per la victòria sobre el Japó
- Medalla per la Conquesta de Budapest
- Medalla per la Conquesta de Viena
- Medalla per l'Alliberament de Praga
- Medalla del 20è Aniversari de l'Exèrcit Roig
- Medalla del 30è Aniversari de l'Exèrcit i l'Armada Soviètics
- Medalla del 40è Aniversari de les Forces Armades Soviètiques
- Orde de l'Heroi Nacional (Iugoslàvia)
- Cap Comandant de la Legió del Mèrit (Estats Units)
- Creu de Sant Jordi de 4a classe
- Creu de Guerra 1914-1918